# Lluita als Jocs Olímpics d'Estiu de 1948
Als Jocs Olímpics d'Estiu de 1948 celebrats a la ciutat de Londres (Regne Unit) es disputaren 16 proves de lluita, totes elles en categoria masculina. Es realitzaren vuit proves en lluita lliure entre els dies 29 i 31 de juliol, i vuit proves més en lluita grecoromana entre els dies 3 i 6 d'agost de 1948 a l'Earls Court Exhibition Centre i el Harringay Arena.

## Resum de medalles

### Lluita grecoromana
| Prova   | Or                | Argent             | Bronze           |
| – 52 kg | Pietro Lombardi   | Kenan Olcay        | Reino Kangasmäki |
| – 57 kg | Kurt Pettersén    | Ali Mahmoud Hassan | Halil Kaya       |
| – 62 kg | Mehmet Oktav      | Olle Anderberg     | Ferenc Tóth      |
| – 67 kg | Gustav Freij      | Aage Eriksen       | Károly Ferencz   |
| – 73 kg | Gösta Andersson   | Miklós Szilvási    | Henrik Hansen    |
| – 79 kg | Axel Grönberg     | Muhlis Tayfur      | Ercole Gallegati |
| – 87 kg | Karl-Erik Nilsson | Kelpo Gröndahl     | Ibrahim Orabi    |
| + 87 kg | Ahmet Kireççi     | Tor Nilsson        | Guido Fantoni    |

### Lluita lliure
| Prova   | Or               | Argent           | Bronze           |
| – 52 kg | Lenni Viitala    | Halit Balamir    | Thure Johansson  |
| – 57 kg | Nasuh Akar       | Gerald Leeman    | Charles Kouyos   |
| – 62 kg | Gazanfer Bilge   | Ivar Sjölin      | Adolf Müller     |
| – 67 kg | Celal Atik       | Gösta Frändfors  | Hermann Baumann  |
| – 73 kg | Yaşar Doğu       | Dick Garrard     | Leland Merrill   |
| – 79 kg | Glen Brand       | Adil Candemir    | Erik Lindén      |
| – 87 kg | Henry Wittenberg | Fritz Stöckli    | Bengt Fahlqvist  |
| + 87 kg | Gyula Bóbis      | Bertil Antonsson | Joseph Armstrong |

## Medaller
| Posició | País         | Or | Argent | Bronze | Total |
| 1       | Turquia      | 6  | 4      | 1      | 11    |
| 2       | Suècia       | 5  | 5      | 3      | 13    |
| 3       | Estats Units | 2  | 1      | 1      | 4     |
| 4       | Hongria      | 1  | 1      | 2      | 4     |
| 5       | Finlàndia    | 1  | 1      | 1      | 3     |
| 6       | Itàlia       | 1  | 0      | 2      | 3     |
| 7       | Suïssa       | 0  | 1      | 2      | 3     |
| 8       | Austràlia    | 0  | 1      | 1      | 2     |
| 8       | Egipte       | 0  | 1      | 1      | 2     |
| 10      | Noruega      | 0  | 1      | 0      | 1     |
| 11      | Dinamarca    | 0  | 0      | 1      | 1     |
| 11      | França       | 0  | 0      | 1      | 1     |